# メスシリンダー

250ミリリットルのメスシリンダー

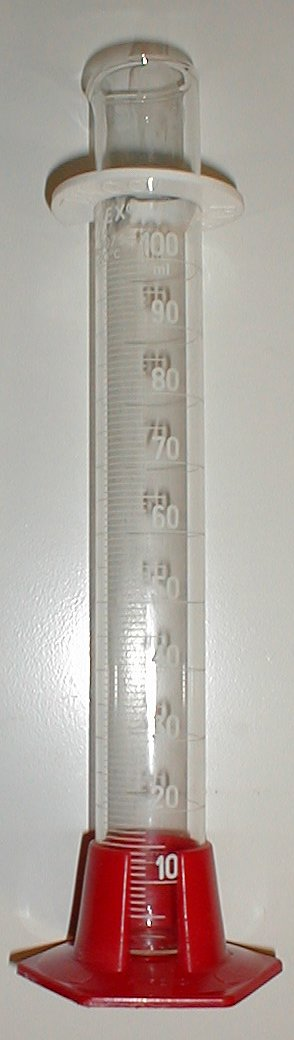
台座が取り外せるタイプ。上方の環は転倒時破損防止環

メスシリンダー（独: Messzylinder、英: Graduated cylinder）は、液体の体積を量るために用いられる縦に細長い円筒形の容器である。ガラスやプラスチックで作られており、転倒を防ぐ広い底板と注ぎ口をもつ。固体や気体の体積も計ることができる。
理化学実験で使用されるが、メスシリンダーの目盛りで量れる体積はおおよその値なので、正確な計量を要する分析実験などを行う際にはビュレット、またはホールピペットやメスフラスコを用いらなければならない。そのためメスシリンダーは「補助的測容器具」とされている。
メスシリンダーで測る際には、水平な台の上にて目と液面を同じ高さにする。ただし、メニスカスの凹面の最下部を読み取らなければならない（液体によっては凸面の最高部を読み取る場合もある）。